# Diamilex Alexander
Diamilex Lucía Alexander González (Maracaibo, Venezuela, 26 de mayo de 1986) es una modelo venezolana y ganadora de concursos de belleza que fue titulada como Miss Supranational Venezuela 2012, Miss bikini Worlds, Miss Venus internacional, Miss Italia Venezuela y Miss turismo Venezuela. Alexander representó a Venezuela en el Miss Supranacional 2012. Participó en dos reality shows que son Modelo 2003 de Televen en Venezuela y Lucha de reinas en Colombia. Como actriz participó en películas y novelas una de las películas 99 franc películas francesa la cual Diamilex Lucía Alexander tuvo dos veces invitada especial en el festival de Cannes en Francia, y en la novela Caramelo e Chocolate, su tan preciada participación en múltiples desfiles nacional e internacionales con grandes Marcas muy conocida, bailarina de Julio Iglesias actualmente presidente de concursos internacionales y agencias de modelos también se desempeña como asesora inmobiliaria.

## Vida y carrera

### Primeros años
Alexander nació en Valencia Venezuela. Diamilex ha trabajado como modelo profesional durante varios años. Inició su recorrido en los concursos de belleza a la edad de diez años.
En 2007 participó en la comedia dramática francesa, 99 francs, dirigida por Jan Kounen.

## Concursos de belleza
Al comienzo Diamilex obtuvo el título de Miss Bikini Venezuela 2008, para luego participar y obtener el título de Miss World Model Bikini Internacional 2008, en Malta.
En 2009, Alexander participó en la decimonovena edición de Miss Italia en el Mundo representando a la isla francesa del Caribe Guadalupe, logrando clasificar en el grupo de quince semifinalistas. Más tarde, ella se convertiría en la presidente de Miss Italia Nel Mondo para Venezuela.

### Miss Supranational Venezuela 2012
Diamilex fue seleccionada por la agencia de modelaje de Katy Pulido para representar a Venezuela en el concurso internacional Miss Supranacional 2012, a poco menos de un mes de iniciar el concurso. En un principio, Miss Lara 2011, Carla Rodrigues de Flaviis, quien fuese Top 10 del Miss Venezuela 2011, sería la representante venezolana en el concurso, pero finalmente sería remplazada por Alexander.

### Miss Supranacional 2012
Diamilex representó a Venezuela en el certamen Miss Supranacional 2012, que se realizó el 14 de septiembre de 2012 en el TV Studio Hall Mera, en Varsovia, Polonia. Alexander logró ingresar en el Top 12 de la premiación especial de Miss Talento. Sin embargo, no pudo clasificar dentro del grupo de veinte semifinalistas.

## Otros proyectos
En 2013, participaría en el reality show de Fox Life Lucha de Reinas. Diamilex fue la primera en ser eliminada.

### Campañas
Alexander también formó parte activa del grupo de reinas de belleza que participaron en la iniciativa Misses por la Paz; ello en respuesta a las protestas acontecidas en Venezuela alrededor de 2014. Por otro lado, Diamelex creó una fundación en apoyo a las personas con síndrome de down.

## Filmografía
| Año  | Título    | Papel     | Ref           |
| ---- | --------- | --------- | ------------- |
| 2007 | 99 francs | Christina | [ 29 ] [ 30 ] |

## Cronología
| Predecesor: Andrea Destongue | Miss Supranational Venezuela 2012 | Sucesor: Annie Fuenmayor |